# ت ع م-03:30
التوقيت العالمي المنسق -03:30 أو ت ع م-03:30 {بالإنجليزية:UTC0-03:30} هو مقابلة الوقت المحلي للتوقيت العالمي المنسق، حيث ينقص فيه التوقيت المحلي عن التوقيت العالمي بقدار 3.5 ساعة (-3.30).